# IYogi
iYogi — индийская компания, специализирующаяся на удаленной технической поддержке и обслуживающая заказчиков из США, Великобритании, ОАЭ, Австралии, Канады, Бахрейна, Кувейта, Омана, Катара и Саудовской Аравии. Полное наименование — iYogi. Штаб-квартира компании расположена в Гургаон, Индия. iYogi осуществляет техническую поддержку компьютеров, периферии, прочих устройств и программного обеспечения по подписке. Компания так же недавно запустила поддержку устройств производства компании Apple. В iYogi инвестировали средства такие венчурные компании, как Sequoia Capital, Draper Fisher Jurvetson, Canaan Partners, SAP Ventures и SVB India Capital Partners. В 2010 году iYogi была отмечена Deloitte среди трёх растущих самыми быстрыми темпами высокотехнологичных компаний Индии. Компания была так же признана Red Herring в качестве одной из 100 самых инновационных частных компаний в 2008 г..
iYogi неоднократно обвиняли в мошенничестве. В апреле 2016 года она проиграла иск, поданный от американского штата Вашингтон и шести компаний, в котором iYogi обвинялась в том, что её работники обманом продавали пользователям не нужное им программное обеспечение, не выполняли контрактные обязательства, а также ссылались на несуществующие контракты компании с крупными фирмами, такими как Microsoft, Apple и HP.

## История
iYogi была основана Удаем Чаллу (Uday Challu) и Вишалом Дхаром (Vishal Dhar) в 2007 г. iYogi использует глобальную платформу iMantra собственной разработки, на которой работает более 6000 ИТ специалистов. В 2009 году компания приобрела компанию Clean Machine, Inc, расположенную в штате Юта, США, и её основатель Ларри Гордон (Larry Gordon) был назначен Президентом глобальных продаж iYogi. В 2010 году iYogi получила 30 млн долларов США в качестве дополнительных инвестиций от компании Sequoia Capital и последовавших затем вложений от других существующих инвесторов, ранее в том же году компания получила инвестиции в размере 15 млн долларов США от Draper Fisher Jurvetson и других инвесторов
В сентябре 2011 iYogi усилило свой совет директоров четырьмя независимыми директорами Шридаром Иенгаром (Sridar Iyengar), Субхашем Лаллахом (Subhash Lallah), и Чандрой Гуджабхуром (Chandra Gujadhur).

## Инициатива iYougi Insights Research
iYougi Insights Research — это исследование, запущенное компаний iYougi для того, чтобы понять проблемы и вопросы, которые возникают у людей при использовании информационных технологий, и каким образом люди применяют новейшие технологии и решения в своей повседневной жизни. Широкая клиентская база подписчиков компании позволяет увидеть, как люди используют технологии, подходят к устранению возникающих трудностей и как их жизнь меняется в лучшую сторону благодаря ИТ. Последние проведённые компанией исследования в этой области: «Отношение потребителей к продуктам и услугам сектора Премиум», «33 % родителей говорят, что купили бы iPad своему ребенку» «Запуск Windows 8 увеличит продажи планшетников» и «63 % людей предпочитают скорее быть на связи, чем быть в тепле и комфорте».

## Конфликты
В марте 2012 года крупная компания разработчик антивирусов Avast разорвала свои отношения с iYogi. Согласно контракту, который был действителен чуть более двух лет, iYogi предоставляла Avast услуги онлайновой техподдержки бесплатно. Avast обвинил iYogi в навязывании дорогостоящих планов онлайновой поддержки, в которых Avast не нуждался.
В 2019 году, когда обновление до Windows 10 можно было получить бесплатно, iYogi выставляли за это счёт на 80 долларов США.

## Менеджмент
- Удай Чаллу (Uday Challu)
- Вишал Дхар (Vishal Dhar)
- Пратхап Сутхан (Prathap Suthan)
- Ларри Гордон (Larry Gordon)
- Сарвеш Гурха (Sarvesh Goorha)

## Расположение и партнерские связи
iYogi расположена в городе Гургаон, Индия, и так же имеет офис в Нью-Йорке, США.
В 2012 году компания заключила партнёрское соглашение с Al-Futtaim Group (Techserve), которое позволит компании предоставлять удалённую техническую поддержку по требованиям потребителям и бизнесам, расположенным в странах, входящих в совет по сотрудничеству Арабского залива (Gulf Cooperation Counsil). Первоначальное развертывание услуг начнется с ОАЕ, затем в других странах GCC. 25 мая 2010 iYogi анонсировало заключение партнёрского соглашения с компанией Carbonite, специализирующейся на онлайн решениях по резервному копированию, и теперь предоставляет решения компании Carbonite своим клиентам. В том же году компании IYogi и Infinite Computer Solutions (India) Limited заключили соглашение о совместном предприятии, которое позволяет компании iYogi выступать оператором центра по предоставлению услуг в Бангалоре. Благодаря партнерским отношениям с Verizon Business, начатым в 2010г, компания приобрела решение по управлению IP сетями и приложениями, что позволяет поддерживать высокие темпы развития компании. В феврале 2010г IBM с iYogi подписали соглашение о создании центра обработки данных, и еще одно соглашение, нацеленное на поддержку планов компании по экспансии в различных странах.

## Платформа
Одним из основных компонентов платформы iMantra является база знаний, которая позволяет техническим экспертам компании предоставлять более эффективные услуги. В платформу встроены различные инструменты работы, и вся поддержка осуществляется с её помощью. Эффективная работа платформы позволила iYogi значительно расширить её бизнес и своевременно удовлетворять спрос на её услуги, передавая частично предоставление услуг в партнёрские сервис-центры.
Компания iYogi также лицензирует свою платформу другим компаниям для предоставления на её основе услуг этих компаний.